# Dream Productions
Dream Productions (titulada Producciones de Ensueño en Hispanoamérica y El Sueño Producciones en España) es una miniserie de animación estadounidense producida por Pixar Animation Studios para el servicio de streaming Disney+. Desarrollada y creada por Mike Jones, se sitúa entre los acontecimientos de Inside Out (2015) e Inside Out 2 (2024), sirviendo como precuela. Dream Productions sigue a Paula Persimmon (Paula Pell), que forma equipo con Xeni (Richard Ayoade) para crear el próximo gran sueño adolescente. Jones ejerció de showrunner de la serie.
En junio de 2023 se anunció que Jones iba a crear en Pixar una serie basada en Inside Out. La serie se estaba produciendo al mismo tiempo que la secuela Inside Out 2. Su título se desveló en mayo de 2024. Nami Melumad se encargó de la banda sonora de los cuatro episodios. La serie de cuatro episodios dura aproximadamente 82 minutos. Dream Productions se estrenó en Disney+ el 11 de diciembre de 2024. En general, recibió críticas positivas.

## Reparto
- Paula Pell como Paula Persimmon, aclamada directora de sueños y actual responsable de Dream Productions.[1]
- Richard Ayoade como Kenny «Xeni» Dewberry, un confiado director de sueños, sobrino de Jean y nuevo A.D. de Paula.[1]
- Maya Rudolph como Jean Dewberry, la antigua jefa de Dream Productions, tía de Xeni y jefa de Paula.[1]
- Kensington Tallman como Riley Andersen, una niña que aparece en diferentes momentos desde la infancia hasta la preadolescencia en cuya mente viven las emociones.[1]
- Ally Maki como Janelle Johnson, la ex A.D. de Paula que sueña con hacer sus propios sueños y se convierte en una directora de éxito[1]
- Amy Poehler como Alegría, una emoción amarilla que a menudo toma la iniciativa en la vida emocional de Riley y se encarga de darle seguridad en su vida cotidiana y de ayudarla a disfrutarla al máximo.[1]
- Liza Lapira como Disgust (Desagrado en Hispanoamérica; Asco en España), una emoción verde que utiliza los gustos y aversiones de Riley para discernir si algo podría envenenarla física o socialmente.[1]
- Tony Hale como Fear (Temor en Hispanoamérica; Miedo en España), una emoción púrpura encargada de proteger a Riley de las amenazas del mundo físico.[1]
- Lewis Black como Anger (Furia en Hispanoamércia; Ira en España), una emoción roja que se encarga de luchar para que las cosas sigan siendo justas para Riley.[1]
- Phyllis Smith como Tristeza, una emoción azul que ayuda a Riley a procesar las experiencias desagradables y a buscar ayuda en los demás cuando la necesita.[1]
- Lauren Holt como «Teen Riley», una manifestación del yo adolescente de Riley que dibujó cuando era más joven representada por un garabato animado tradicionalmente en papel de hojas sueltas que trabaja como camarera pero que más tarde aparece en un sueño.[2]

## Episodios
| N.º | Título                        | Dirigido por     | Escrito por | Fecha de emisión original |
| --- | ----------------------------- | ---------------- | ----------- | ------------------------- |
| 1 | «Part 1: The Dream Team»      | Valerie LaPointe | Mike Jones  | 11 de diciembre de 2024   |
| Paula Persimmon es una aclamada directora de Dream Productions en la mente de Riley. Cuando su ayudante de dirección Janelle intenta decirle que está planeando irse por su cuenta, Paula está demasiado distraída en crear un sueño que merezca la pena para Riley. Paula decide crear un sueño en el que Riley asiste a un próximo baile escolar en el que aparece el Unicornio Arcoiris, a pesar de que Janelle opina que Riley es demasiado madura para eso. La directora de Dream Productions, Jean Dewberry, asciende a Janelle como nueva directora, para sorpresa de Paula. Al principio, el sueño de Paula va bien, pero cuando Rainbow Unicorn sale de una concha de almeja gigante, destruye el plató y se come la cámara de Riley. |                               |                  |             |                           |
| 2 | «Part 2: Out of Body»         | Valerie LaPointe | Mike Jones  | 11 de diciembre de 2024   |
| A Paula le asignan una nueva ayudante, Xeni, el pretencioso sobrino de Jean, director de ensoñaciones, que cree que los sueños de Riley deberían ser más maduros. Paula insiste en hacer las cosas a su manera, lo que provoca otro mal sueño protagonizado por el Unicornio Arcoiris. Las burlas de Xeni hacen que Paula le dé el alta. Mientras tanto, Janelle crea un nuevo sueño exitoso y Jean le advierte sutilmente a Paula que podría ser despedida si no logra hacer un nuevo sueño bueno. |                               |                  |             |                           |
| 3 | «Part 3: Romance!»            | Austin Madison   | Mike Jones  | 11 de diciembre de 2024   |
| Paula vuelve a contratar a Xeni y, gracias a su influencia, los sueños que crean en los que Riley lleva al baile a un novio residente en Canadá («C.B.») van bien. Jean pronto decide dar al equipo toda la noche para crear un sueño, lo que provoca que Paula vuelva a tomar el mando. Xeni, decidida, no tarda en crear otro novio falso para añadir dramatismo. El resultado es que Paula y Xeni se sabotean mutuamente una y otra vez, saturando el plató de falsos novios y perturbando la mente de Riley hasta el punto de que empieza a ser sonámbula por primera vez en su vida, lo que provoca que la cámara se mueva sola. En este estado de inconsciencia, Riley casi se cae por las escaleras mientras la cámara casi se cae del plató. Jean, furiosa por la debacle, degrada a Xeni a trabajar en la cafetería local con Jacob después de que Paula le eche la culpa a él, mientras que Paula es presionada para crear otro sueño maduro, pero si no, sería degradada a pedos cerebrales. |                               |                  |             |                           |
| 4 | «Part 4: A Night to Remember» | Mike Jones       | Mike Jones  | 11 de diciembre de 2024   |
| Debido al incidente del sonambulismo, Jean empieza a apoderarse de los sueños de todos dando a todos los directores guiones bloqueados. Para vengarse de Paula, Xeni crea un guion falso para un mal sueño y lo mete en la carpeta de Paula. Paula pronto decide abandonar, creyendo que no conoce a Riley de nada. Conmovido, Xeni encuentra a Paula y le confiesa su sabotaje y que, como Paula ha dimitido, su guion falso ha sido reasignado a Janelle. Cuando Paula intenta advertir a Janelle de esto, Jean viene y de hecho aprueba el guion de Xeni. Cuando Paula, Xeni y Janelle se resisten a dirigir, Jean las despide a todas. Consiguen colarse de nuevo en Dream Productions donde pronto quitan el filtro de distorsión de la realidad de la cámara para que Riley pueda entender que no todo es real cuando el sueño empieza a hacer mella en ella, dándole a Riley un sueño lúcido. El sueño se transforma en uno feliz y Riley pronto decide ir al baile con Bree y Grace. Debido al comportamiento de Jean, ésta es degradada a trabajar en la cafetería con Jacob, Xeni se convierte en la nueva directora y Paula en la nueva jefa de Dream Productions. |                               |                  |             |                           |

## Producción

### Desarrollo
El 16 de junio de 2023, se informó de que Pixar estaba desarrollando una serie de televisión de Inside Out para Disney+; al parecer, la serie se estaba desarrollando como parte de un esfuerzo de Disney por aumentar la producción de Pixar. Mike Jones, que ya había escrito Soul (2020) y Luca (2021) para el estudio, se encargaría de desarrollar la serie. La serie se estaba desarrollando simultáneamente con una secuela de la película original, titulada Inside Out 2 (2024). En mayo de 2024, la serie pasó a llamarse Dream Productions.
En agosto de 2024, Jones reveló que produciría ejecutivamente la serie, además de ejercer como director junto a Valerie LaPointe y Austin Madison, con Jaclyn Simon como productora, y Jones como showrunner. También se ha confirmado que Paula Pell retomará su papel como la directora de sueños Paula Persimmon de la primera película para protagonizar la serie. La serie se produjo con un presupuesto menor que la mayoría de las producciones de Pixar, lo que Jones comparó con hacer una película independiente dentro de Pixar. La serie iba a tener siete episodios, pero se redujo a cuatro debido a recortes presupuestarios.

### Guion
La serie se sitúa entre los acontecimientos de Inside Out y Inside Out 2. El jefe creativo de Pixar y director de Inside Out, Pete Docter, dijo que la serie exploraría «el poder de los sueños y cómo nos afectan en nuestra vida». Jones dijo que la relación entre Paula y Riley se inspiró en su relación con sus hijos, y en cómo tuvo que «encontrar una forma diferente de hablar con ellos» a medida que crecían. Los productores consultaron al grupo de nueve adolescentes que Pixar reunió como asesores para Inside Out 2 (apodados «Riley's Crew») para que les dieran su opinión sobre el espectáculo; sus comentarios llevaron a los cineastas a aumentar el aspecto hollywoodiense del espectáculo después de que reaccionaran positivamente a él.

### Animación
Bert Barry fue el diseñador de producción de la serie. Dream Productions reutilizó los recursos de la primera película de Inside Out, además de colaborar con el equipo de Inside Out 2, que compartió los nuevos recursos creados para esa película con la serie, ya que ambas producciones compartían un servidor Perforce como medida de reducción de costes; el supervisor de efectos visuales Bill Wise señaló que fue necesario compartir los recursos porque la serie carecía de presupuesto para crear nuevos recursos. También señaló que esto permitió al equipo de la serie reutilizar varios modelos de personajes de la película. El equipo de escenografía, dirigido por el director artístico Josh Holtsclaw, viajó a varios estudios, incluidos los de 20th Century Studios y Walt Disney Studios, para estudiarlos e inspirarse en ellos para el diseño del estudio de Dream Productions, al tiempo que incorporaba elementos de San Francisco.

### Música
El 24 de septiembre de 2024, se reveló que Nami Melumad componía para la serie. Melumad se incorporó a la serie después de que el departamento musical de Disney le pidiera que presentara unas bobinas musicales, y la contrató como compositora después de que presentara dichas bobinas, en las que combinaba diferentes estilos musicales para adaptarse al tono de la serie. El showrunner Mike Jones también dio algunas ideas para la banda sonora de la serie. Para las secuencias oníricas, Melumad recurrió a varios tipos de música, como el rock de los 80 y la música infantil, con el fin de reflejar cómo los sueños eran diferentes cada vez, mientras que la partitura de la propia serie se inspira en «el funk, el rock [y] el jazz de principios de los 70» por su tono humorístico, aunque en última instancia también pretende que la música haga que el escenario parezca un auténtico estudio de Hollywood. El 20 de diciembre de 2024 se publicó una banda sonora con la partitura de Melumad.
| N.º | Título                           | Duración |  |
| 1.  | «The Main Dream»                 | 0:31     |  |
| 2.  | «Dream Productions»              | 1:44     |  |
| 3.  | «This Too Shall Paci»            | 1:42     |  |
| 4.  | «We All Dream for Ice Cream»     | 0:38     |  |
| 5.  | «The Warehouse of Dreams»        | 0:58     |  |
| 6.  | «I Dream of Jean»                | 0:43     |  |
| 7.  | «Little Cabin in the Valley»     | 0:57     |  |
| 8.  | «It's Mermaid Unicorn»           | 1:58     |  |
| 9.  | «Dancing Nightmare»              | 0:56     |  |
| 10. | «That's a Wrap»                  | 2:27     |  |
| 11. | «The Morning After»              | 0:51     |  |
| 12. | «To Hell in a Golf Cart»         | 0:46     |  |
| 13. | «It's Vintage»                   | 0:41     |  |
| 14. | «Goth Complex»                   | 1:06     |  |
| 15. | «A Room with a Review»           | 1:40     |  |
| 16. | «Out of Body»                    | 1:36     |  |
| 17. | «Chilly Jean Is Not My Mother»   | 1:49     |  |
| 18. | «My Heart Is an Open Mic»        | 1:42     |  |
| 19. | «What's Your Dance»              | 1:06     |  |
| 20. | «Call It a Comeback»             | 1:30     |  |
| 21. | «Riley or Die»                   | 1:10     |  |
| 22. | «An Accident Rating to Happen»   | 0:43     |  |
| 23. | «All the World's a Stage Worker» | 1:14     |  |
| 24. | «Dream Date»                     | 1:28     |  |
| 25. | «Sleepwalk the Line»             | 2:55     |  |
| 26. | «Demotion Sickness»              | 2:50     |  |
| 27. | «A Line in the Sandwich»         | 0:54     |  |
| 28. | «A Star Is Drawn»                | 0:36     |  |
| 29. | «Saboteur of Duty»               | 1:22     |  |
| 30. | «Thus Passeth Paci»              | 0:41     |  |
| 31. | «Dis-Dressed Out»                | 1:10     |  |
| 32. | «Script Monster»                 | 0:44     |  |
| 33. | «What Teens Want»                | 0:55     |  |
| 34. | «The Strife of Riley»            | 1:07     |  |
| 35. | «There's No I in Dream»          | 0:33     |  |
| 36. | «Carousel of Nightmares»         | 1:57     |  |
| 37. | «Lucidity»                       | 3:00     |  |
| 38. | «Boom Go the Speakers»           | 2:37     |  |
| 39. | «Happy Go Riley»                 | 1:16     |  |
| 40. | «New Management»                 | 0:44     |  |
| 41. | «Sweeter (When You're Dancing)»  | 2:57     |  |
| 42. | «Dream on Ends»                  | 2:48     |  |

## Estreno
Los cuatro episodios de Dream Productions se estrenaron en Disney+ el 11 de diciembre de 2024. El estreno de la serie estaba previsto inicialmente para el 19 de febrero de 2025, pero se adelantó a su fecha de estreno actual, intercambiándose con la también serie de Pixar Win or Lose.

## Recepción

### Audiencia
Disney+, que calcula su lista «Top 10» teniendo en cuenta las visualizaciones diarias de episodios y películas junto con la creciente popularidad de los títulos recién estrenados, anunció que Dream Productions fue el título más popular en EE. UU. tras su estreno. The Walt Disney Company ha revelado que el primer episodio obtuvo 5,6 millones de visualizaciones en todo el mundo en sus primeros cinco días, lo que supone el mayor estreno de una serie de animación en Disney+ desde What If...? en 2021. La serie mantuvo la primera posición de la lista «Top 10» de Disney+ hasta el 29 de diciembre. Posteriormente, Dream Productions pasó al quinto puesto el 30 de diciembre.

### Respuesta de la crítica
El sitio web agregador de reseñas Rotten Tomatoes registró un 78 % de aprobación con una nota media de 6,5/10, basada en 18 reseñas de críticos. Metacritic, que utiliza una media ponderada, asignó una puntuación de 67 sobre 100 basada en 14 críticas, lo que indica críticas «generalmente favorables».
Lucy Mangan de The Guardian encontró en Dream Productions una alegre y encantadora derivación de Inside Out, y la describió como un «milagro navideño». Destacó el ingenio, la sabiduría y el humor familiar de la serie, señalando que se mantiene fiel al espíritu de las películas originales. Mangan apreció la exploración que hace la serie de Riley cuando entra en la adolescencia, con Paula luchando por adaptarse a la evolución de sus sueños. La incorporación de nuevos personajes, como Xeni, le pareció un toque divertido y satírico. Mangan también señaló que la serie se siente generosa y llena de corazón, creada a partir de un deseo genuino de entretener en lugar de sacar provecho de la franquicia. Mark Feeney de The Boston Globe valoró Dream Productions por su mezcla de narración enérgica, estilo de falso documental y bromas internas relacionadas con el cine. Alabó al reparto de voces, entre ellas Maya Rudolph y Richard Ayoade, y destacó la alta calidad de la animación y la banda sonora. Feeney señaló que, aunque el programa puede atraer más a los adultos, sigue siendo agradable para espectadores de todas las edades, ya que ofrece una mezcla de humor y creatividad.
Joel Keller de Decider felicitó a Dream Productions por mantener la conexión con la franquicia Inside Out, con el regreso de varios de los actores de doblaje originales y las señales visuales que vinculan la serie con las películas. Apreció la exploración de la serie de la transición de Riley a la preadolescencia, señalando cómo Paula lucha por adaptar sus sueños a las necesidades cambiantes de Riley. Keller consideró que la serie tiene un buen equilibrio entre humor y sentimiento. Afirmó que, aunque algunas referencias podrían pasar desapercibidas para los niños más pequeños, la comedia física hace que sea agradable para todas las edades. John Nugent de Empire elogió Dream Productions como uno de los proyectos más ambiciosos de Pixar para la pequeña pantalla, destacando su satisfactoria narrativa que amplía el universo de Inside Out. La serie le pareció ingeniosa, brillante y visualmente atractiva, manteniendo el tono de las películas originales. Nugent destacó el formato de falso documental, con el personaje de Paula añadiendo humor. Señaló que, aunque la serie no es tan emotiva o profunda como las películas, sigue siendo divertida, con ingeniosos gags visuales y una atmósfera desenfadada pero caótica. Ed Potton de The Times le dio tres estrellas, describió la serie como un falso documental y afirmó que «como siempre con Pixar, funciona en múltiples niveles. Puede que sus hijos no entiendan todos los chistes, pero les encantará el ritmo, la comedia, la emoción y los personajes. A los adultos, mientras tanto, les recordará que Hollywood rara vez es más entretenido y alocado que cuando se mira el ombligo».

### Premios y nominaciones
| Año  | Premio                                             | Categoría                                                            | Nominado(s)                                                                                     | Resultado | Ref.          |
| ---- | -------------------------------------------------- | -------------------------------------------------------------------- | ----------------------------------------------------------------------------------------------- | --------- | ------------- |
| 2025 | Premios Annie                                      | Mejor miniserie                                                      | Dream Productions                                                                               | Ganadora  | [ 30 ] [ 31 ] |
| 2025 | Premios Annie                                      | Mejores efectos especiales                                           | Gary Bruins, Jongwon Pak, Arturo Aguilar, Alan Browning y Alen Lai (para «A Night to Remember») | Nominada  | [ 30 ] [ 31 ] |
| 2025 | Premios Annie                                      | Mejor animación de personajes                                        | Travis Hathaway (por «The Dream Team», «Out of Body» y «Romance!»)                              | Nominada  | [ 30 ] [ 31 ] |
| 2025 | Premios Annie                                      | Mejor diseño de personajes                                           | Grant Alexander (para «A Night to Remember»)                                                    | Nominada  | [ 30 ] [ 31 ] |
| 2025 | Premios Annie                                      | Mejor diseño de producción                                           | Bert Berry y Josh Holtsclaw (para «The Dream Team»)                                             | Nominada  | [ 30 ] [ 31 ] |
| 2025 | Premios Annie                                      | Mejor actuación de voz                                               | Paula Pell (para «Out of Body»)                                                                 | Ganadora  | [ 30 ] [ 31 ] |
| 2025 | Premios de la Sociedad de Compositores y Letristas | Mejor secuencia de títulos originales para una producción televisiva | Nami Melumad                                                                                    | Nominada  | [ 32 ]        |